# Галеотто III Пико делла Мирандола
Галео́тто III Пи́ко де́лла Мира́ндола (итал. Galeotto III Pico della Mirandola; 1564, Мирандола, синьория Мирандола — 16 августа 1597, Мирандола, княжество Мирандола) — аристократ из рода Пико; синьор Мирандолы и граф Конкордии с 1568 по 1596 год, князь Мирандолы и маркграф Конкордии с 1596 по 1598 год. Кавалер ордена Святого Михаила (1568) и Тевтонского ордена (1591). Рыцарь Мальтийского ордена (1592).

## Биография

### Ранние годы
Родился в 1564 году в Мирандоле. Он был старшим сыном синьора Мирандолы и графа Конкордии Лудовико II Пико и его второй супруги Фульвии да Корреджо. По отцовской линии приходился внуком Галеотто II Пико, синьору Мирандолы и графу Конкордии и Ипполите Гонзага, принцессе из дома синьоров Боццоло и графов Саббьонеты и Родиго. По материнской линии был внуком Ипполито да Корреджо, суверенного графа Корреджо и Кьяры да Корреджо. 3 февраля 1564 года был крещён с именами Галеотто Джованни Баттисты. Обряд крещения совершил кардинал Федерико Гонзага. Восприемниками принца были герцог Альфонсо II д’Эсте, герцогиня Барбара Австрийская и герцогиня Виктория Фарнезе. Последних двух на церемонии представляли их слуги.
В ноябре 1568 года, после смерти отца, стал синьором Мирандолы и графом Конкордии под именем Галеотто III. Регентами при несовершеннолетнем правители стали его мать и дяди по отцовской линии — Луиджи и Ипполито. Поддерживая союзнические отношения между Парижем и Мирандолой, особое покровительство Галеотто III оказывал король Франции Карл IX, который даровал ему придворное звание камер-юнкера и удостоил звания капитана французской армии и кавалера ордена Святого Михаила.

### Правление и смерть
Галеотто III страдал приступами эпилепсии, поэтому регентский совет не прекратил свои полномочия и после того, как он достиг совершеннолетия. Со смертью дядей по отцовской линии, единственным регентом при нём осталась его мать, вдовствующая синьора Мирандолы и графиня Конкордии. После смерти матери в октябре 1590 года, Галеотто принял решение о передаче правления своему среднему брату Федерико. 21 февраля 1592 года он сделал это официально, и новым синьором Мирандолы и графом Конкордии стал Федерико II. Последний, в знак уважения к старшему брату, никогда официально не пользовался титулом до самой смерти Галеотто, предоставляя ему возможность самостоятельно править феодом. В 1592 году Галеотто III стал рыцарем Мальтийского ордена. Во время его правления большое внимание во владениях рода Пико уделялось укреплению фортификационных сооружений и благоустройству церковных зданий.
В 1593 году братья разорвали союзнические отношения с французским королевством, которые были установлены их дедом Галеотто II, и восстановили отношения с императором Священной Римской империи, ранее разорванные всё тем же Галеотто II после убийства им своего дядьки Джанфранческо II Пико. 20 мая 1596 года Галеотто получил от епископа Реджо Клаудио Рангони право для регентов благотворительного ломбарда в Мирандоле раздавать муку бедным в зимний период или во время голода, а также выдавать зерно для посева, таким образом исполнив пожелание покойной матери.
В конце 1596 года Галеотто и Федерико получили от императора Рудольфа II официальное «прощение» и были признаны в правах во всех владениях рода Пико. Кроме того, Мирандола получила статус города, синьория Мирандолы была возведена в достоинство княжества, а графство Конкордия стало маркграфством. Имперские указы были обнародованы 25 марта 1597 года. Последовавшие за этим торжества длились трое суток и сопровождались балами с праздничной иллюминацией, колокольным звоном, артиллерийскими выстрелами, раздачей милостыни бедным и амнистией.
После длительной болезни Галеотто III скончался 16 августа 1597 года. Он был похоронен в церкви Святого Франциска в Мирандоле. 1 сентября 1597 года подданные Мирандолы и Конкордии принесли присягу на верность князю Федерико II.